# Burgstall Gutenfels
Der Burgstall Gutenfels ist eine abgegangene hochmittelalterliche Höhenburg auf 360 m ü. NN zwischen den Untermerzbacher Ortsteilen Buch und Wüstenwelsberg im Landkreis Haßberge in Unterfranken. Von der hochmittelalterlichen Burganlage haben sich noch der Halsgraben und geringe Mauerreste erhalten.

## Geschichte

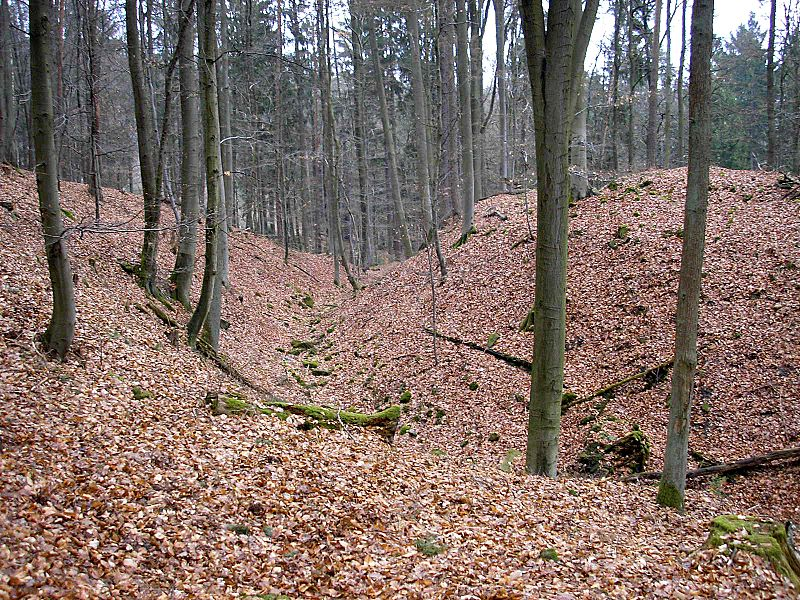
Halsgraben und Hauptburg nach Norden

Die kleine Burganlage wurde nach ihrer „Wiederentdeckung“ durch den ehemaligen Kreisheimatpfleger  H. Maurer mit den Familien von Rotenhan oder Lichtenstein in Verbindung gebracht. Der Laienhistoriker Wolfram Berninger deutete die Burgstelle 1996 als jene Burg Gutenfels, die Hermann von Arnstein 1225 zusammen mit anderen Besitzungen an das Kloster Banz verkaufte. Die Veste scheint damals schon verfallen gewesen zu sein (…item area, in qua erectum fuerat castrum gvtenfels).   
2003 schloss sich der Mittelalterarchäologe Joachim Zeune der Meinung Berningers an (siehe Literatur). Die wenigen Mauerreste aus kleinen, hochmittelalterlichen Handquadern machen diese Deutung durchaus plausibel. Allerdings wird eine nahe Felsgruppe am Ortsrand von Buch manchmal als weitere Burgstelle angesehen. Einige Historiker versuchten auch, die Burg Gutenfels auf dem Gottesacker bei Fierst zu lokalisieren.
Im 18. und 19. Jahrhundert musste der Burgstall als Steinbruch herhalten, der unübersehbare Spuren hinterlassen hat. Eine Rekonstruktion der ursprünglichen Bebauung wird dadurch deutlich erschwert.

## Beschreibung
Ähnlich wie bei den Felsburgställen Teufelsstein und Rotenhan wurde auch hier eine freistehende Felsgruppe für den Burgenbau ausgewählt. Alle drei Nachbarburgen liegen wehrtechnisch ungünstig am Hang, werden also vom ansteigenden Gelände überhöht und durch einen Halsgraben vom Berg abgetrennt.
Der an der Westseite der Burgstelle liegende halbrunde Graben der mutmaßlichen Burg Gutenfels ist etwa 120 Meter lang, 20 Meter breit und bis zu acht Meter tief. Am Rand des zerklüfteten, 50 mal 50 Meter großen Burgplateaus folgt ein niedriger Schuttwall der Ringmauer dem Grabenverlauf. Der alte Burgzugang auf der Südseite wurde während des Steinbruchbetriebes zu einer Transportrampe erweitert. Die Lage der sicherlich vorhandenen Vorburg ist unklar, eindeutige Geländespuren haben sich nicht erhalten.
Von der steinernen Innenbebauung zeugen die erwähnten, im Durchschnitt 30 × 40 Zentimeter großen, Sandstein-Handquader. Auf der Oberseite legt das typische Wolfsloch eine Datierung vor 1200 nahe. Später wurden die Mauersteine üblicherweise mit der Zange versetzt.
Das Bayerische Landesamt für Denkmalpflege verzeichnet das Bodendenkmal als mittelalterlichen Burgstall unter der Denkmalnummer D 6-5830-0013.